# Heinz Ingo Hilgers

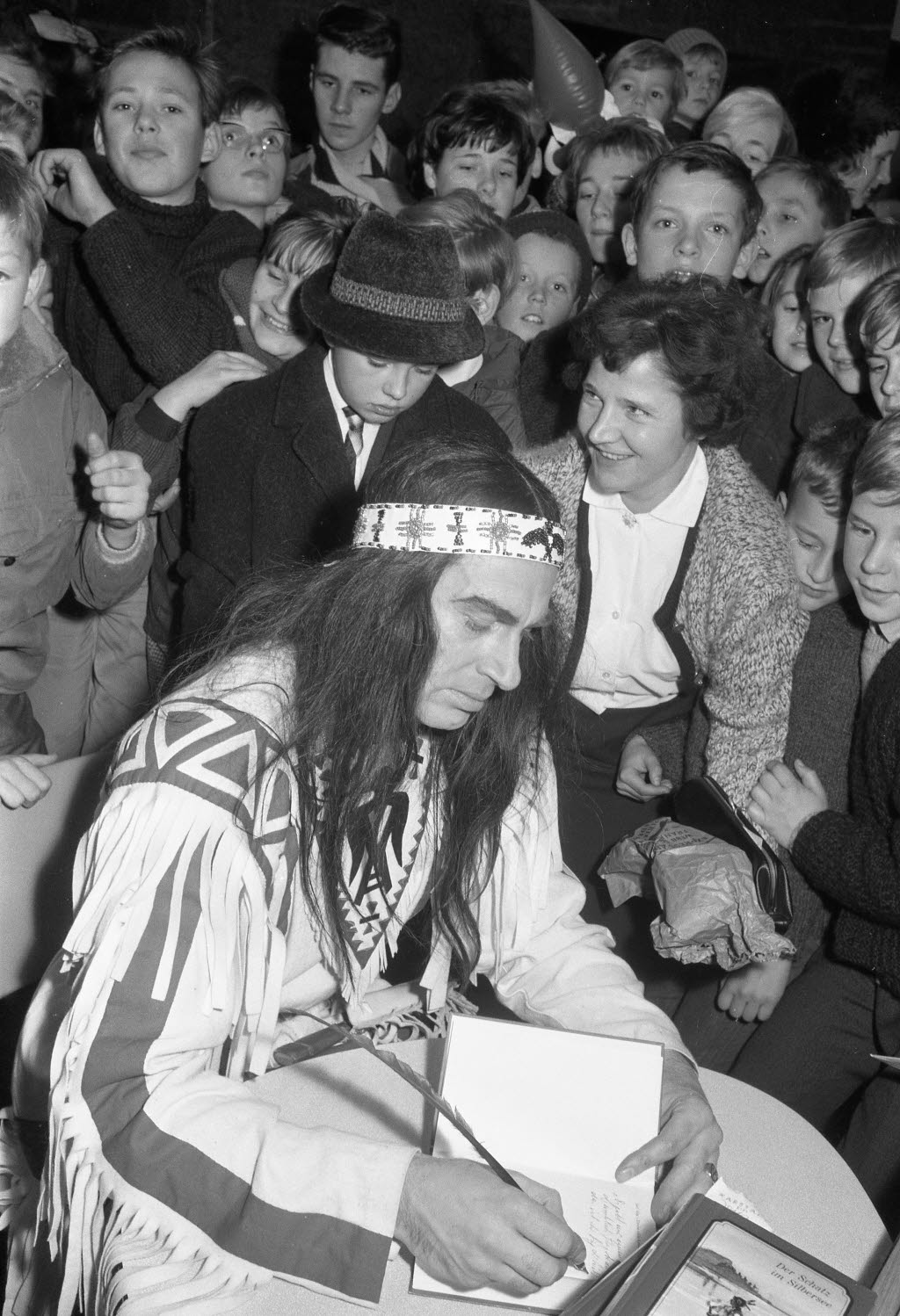
Autogrammstunde mit Heinz Ingo Hilgers in einem Kieler Kaufhaus (1963)

Heinz Ingo Hilgers (* 7. August 1926 in Duisburg; † 27. April 2004 in Rendsburg) war ein deutscher Schauspieler, der vor allem durch seine Darstellung des Winnetou bei den Karl-May-Spielen in Bad Segeberg bekannt wurde.

## Leben und Wirken

### Kindheit und Jugend
Hilgers erlebte eine glückliche Kindheit und eine vom Krieg belastete Jugend:

„Durch den großelterlichen Garten und einen Reitstall in der Nähe entwickelte er früh eine große Liebe zur Natur und zu Pferden. Seine Liebe zu Karl May beginnt erst später, nach der Lektüre von ‚Winnetou I’ und ‚Der Schatz im Silbersee’.
Nach der mittleren Reife übernimmt er Statistenrollen am Stadttheater Duisburg – parallel zum weiter angestrebten Abitur. Der Krieg beendet allerdings die Schulzeit des 16-Jährigen vorzeitig. Wegen der ständigen verheerenden Bombenangriffe werden 1944 alle Lehranstalten in Duisburg geschlossen. Als Flakhelfer in Moers macht der sensible Hilgers die ersten traumatischen Erfahrungen: Seine Jugendliebe wird vor seinen Augen von Tieffliegern erschossen; er weiß nicht einmal, wo ihr Grab ist. Drei seiner Schulfreunde sterben. Er selbst bricht unter den Schikanen im Dienstdrill zusammen und landet im Lazarett.
Danach arbeitet er als Chemiker, nimmt aber abends noch Schauspielunterricht und besteht die Eignungsprüfung für die Folkwangschule in Essen. Die Einberufung zur Kriegsmarine im August 1944 bleibt folgenlos, da die Heimatstadt Duisburg so massiv bombardiert und zerstört wird, dass er zu Rettungsaktionen dorthin zurück darf. Der Vater ist in Gefangenschaft, die Mutter krank und der kleine Bruder erst vier Jahre alt. Die Familie wird ausgebombt und ins Lipper Land evakuiert. Bei einem Spaziergang mit Freunden wird der junge Hilgers von englischen und polnischen Soldaten aufgegriffen und auf eine Art misshandelt, die er in seinen Erinnerungen nur andeutet, indem er seinen Gemütszustand mit ‚Hilflosigkeit, Wut, Scham, Verzweiflung’ umschreibt.
1945 – das erste Weihnachtsfest im Frieden. Der Vater ist wieder zu Hause, die Welt scheint in Ordnung, doch der 20-jährige Ingo ist ausgebrannt, verzweifelt und deprimiert. Zum Glück besitzt er die Gabe, seine Gefühle in Worte und Verse zu fassen. Er schreibt zahlreiche Gedichte und einen bewegenden Aufsatz, in dem er mit den Politikern abrechnet (‚Stimme der Jugend’).“

### Erste Schauspiel-Erfahrungen
Ingrid Schorn beschrieb seine ersten Schauspiel-Erfahrungen so:

„Mit 22 Jahren macht er sein Schauspieler-Examen bei Gustav Gründgens in Düsseldorf und schafft endlich den Sprung auf die Theaterbühne. Von nun an spielt er fast alle wichtigen Rollen an bedeutenden Theatern und Bühnen. Wenn man sein Repertoire am Ende des Buches liest, glaubt man kaum, dass ein einziger Mensch so viele verschiedene Charaktere darstellen kann. Er ist derart vielseitig und flexibel, dass man ihn unmöglich auf einen Typus oder auf ein Genre festlegen kann. Die Kritiker überschlagen sich vor Bewunderung und bescheinigen Hilgers, dass er jeden Charakter und jede Person genau so darstelle, wie der Dichter „ihn sich nicht besser hätte wünschen können.“
… Hilgers ist auch vor, nach und während seiner Winnetou-Engagements ein anerkannter Schauspieler, der in jeder Rolle sein Publikum fasziniert. Sicher hat die sonore, fast magische Stimme einen großen Anteil an seinen Erfolgen.
Von der ersten Ehe erfährt man wenig; sie wird 1959 geschieden. Schließlich erfolgt das Engagement nach Bad Segeberg durch den Intendanten Wulf Leisner, das er nach einigem Zögern annimmt.“

### Elf Jahre in Bad Segeberg
Im Jahr 1960 wurde Segebergs Karl-May-Intendant Wulf Leisner auf ihn aufmerksam, woraufhin eine elfjährige erfolgreiche Zusammenarbeit begann. Hilgers berichtete darüber 1977 in einem Interview:

„Der damalige Intendant Wulf Leisner hatte mich aufgespürt und bot mir an, in Segeberg zu spielen. Es reizte mich, weil es das größte Freilichttheater Deutschlands bzw. Europas für Schauspiel war. Ich hatte gleichzeitig noch zwei andere Angebote, eines vom Harzer Bergtheater in Thale und eines aus dem saarländischen Bad Kreuznach. In Thale sollte ich den Major von Schill, im anderen den Petruchio in ‚Der Widerspenstigen Zähmung‘ spielen. Ich habe mich aber für dieses dritte entschieden, für den Leisner und für Karl May! So wurde ich für die Rolle des Kara Ben Nemsi entdeckt. …
Ich habe sehr viel im Rheinland gespielt. Ich hatte da eine Menge großer Rollen gespielt und war Leisner also bekannt. Und dann sah er mich, ich gefiel ihm, er machte mir das Angebot, ich bat um Bedenkzeit und schlug dann aber ein. Und dann sagte er: ‚Nein, lieber Herr Hilgers, ich möchte Sie im nächsten Jahr doch nicht für den Old Shatterhand haben, sondern viel lieber für den Winnetou! Wollen Sie nicht lieber den Winnetou spielen? Ich sehe in Ihnen viel mehr dieses Exotische, also die Verkörperung des Winnetou als des Kara Ben Nemsi oder des Shatterhand…‘ Und ich dachte mir: ‚Gut, Herr Leisner, wenn Sie das meinen, versuchen wir es mal‘, und ich habe den Winnetou gespielt. Mit einem – ich kann wohl sagen – Erfolg, daß ich daraufhin gleich ein Filmangebot bekam, das ich leider nicht annehmen konnte, weil die Stadt es verbummelt hatte, mir den Brief zu geben. Und so ging diese Rolle an mir vorbei, für die dann Pierre Brice genommen wurde.“

### Winnetou – die Rolle seines Lebens
Im Jahr 1961 spielte Hilgers erstmals den Winnetou. Dann wieder von 1964 bis 1967, 1969 und 1970. Diese Rolle prägte sein Leben: Er sprach Winnetou in zahlreichen Hörspielproduktionen, er absolvierte Signier-Tourneen durch deutsche Kaufhäuser und brachte es durch die Fernseh-Aufzeichnungen der Segeberger Spiele zu bundesweiter Popularität.
Hilgers galt in den 1960er Jahren als der Bühnen-Winnetou schlechthin – neben dem Film-Winnetou Pierre Brice. Und wer weiß, was aus Hilgers geworden wäre, wenn die Segeberger Stadtväter den Brief der Filmproduktion mit der Einladung zum Vorsprechen an den erfolgreichen Hilgers nicht zurückgehalten hätten, um „ihren“ Winnetou nicht zu verlieren …
Die Biografen urteilen: „Heinz Ingo Hilgers war der erste große Winnetou-Star in Bad Segeberg, ja in deutschen Landen schlechthin ... seine Vorgänger hatten es nicht verstanden, das Charisma herüberzubringen, dessen diese Rolle einfach bedarf.“

„Erfolg hat er jetzt auch privat: Er heiratet die Liebe seines Lebens: Ingrid Derlin, die er als Praktikantin im Rendsburger Theater kennen lernte. Sie bekommen zwei Kinder; tragischerweise stirbt Sohn Armin früh, was Hilgers auch wieder dichterisch zu verarbeiten sucht. Die Tochter wird von den Biografen interviewt, ebenso die Ehefrau, und wir erfahren, dass Heinz Ingo Hilgers ein vielseitig begabter und charakterlich gefestigter Mensch war. Ein ganzes Kapitel widmet sich seinen Schriften und Gedichten, die mich sehr beeindrucken, weil sich alle Facetten eines Lebens darin spiegeln.“

#### Festspiele
Von 1961 bis 1970 (mit Unterbrechungen 1962, 1963 und 1968) war Hilgers ein populärer Winnetou-Darsteller in Bad Segeberg, stand aber auch als Kara Ben Nemsi (1960), Wohkadeh (1962) und Tarik (1963) auf der Bühne am Segeberger Kalkberg. Im Jahr 1971 stand er (unter der Regie von Wulf Leisner) als Winnetou auf der „Freilichtbühne an der Dimbeck“ in Mülheim a. d. Ruhr.
Die Aufführungen im Einzelnen:
- 1960: in „In den Schluchten des Balkan“ als Kara Ben Nemsi (abwechselnd mit Horst Forester[8])
- 1961: in „Der Ölprinz“ als Winnetou
- 1962: in „Unter Geiern“ als Wohkadeh
- 1963 in „Durch die Wüste“ als Tarik
- 1964: in „Der Schatz im Silbersee“ als Winnetou[9]
- 1965: in „Old Surehand“ als Winnetou
- 1966: in „Winnetou II – Ribanna und Old Firehand“ als Winnetou
- 1967: in „Unter Geiern – Sohn des Bärenjägers“ als Winnetou[10]
- 1969: in „Die Felsenburg“ als Winnetou
- 1970: in „Der Ölprinz“ als Winnetou[11]
- 1971: in „Das Geheimnis der Bonanza“ als Winnetou[12]

#### Hörspiele
Hilgers sprach den Winnetou auch in zahlreichen Hörspielproduktionen. Er war sehr oft auf dem Cover, wenn Fotos der Segeberger Festspiele für die Gestaltung der Hörspiel-Kassetten verwendet wurden.
Eine für ihn ungewöhnliche Rolle sprach er 1966 in „Von Bagdad nach Stambul“: den Hassan Ardschir Mirza.

#### Fernsehen
Hilgers erlangte nicht zuletzt aufgrund der alljährlichen Festspiel-Übertragungen aus Bad Segeberg bzw. Aufzeichnungen des Norddeutschen Rundfunks (NDR) für das erste deutsche Fernsehprogramm (ARD) bundesweite Bekanntheit.

### Engagements nach Winnetou
Nach der Segeberger Zeit spielte Hilgers noch eine Zeitlang Freilicht im Schloss Gottorf in Schleswig und war seit 1978 unregelmäßig für das Schleswig-Holsteinische Landestheater aktiv. 1992/93 verhandelte er mit dem damaligen Intendanten Segebergs, Jürgen Lederer, über das Angebot, die Rolle eines vermittelnden Indianerhäuptlings zu übernehmen, lehnte aber ab, weil er „in diesem Theater nie eine andere Rolle als den Winnetou spielen“ wollte bzw. konnte.

„Nachdem Hilgers nie auf bestimmte Charaktere – auch nicht auf Winnetou – festgelegt war, hat das „Ablegen“ dieser Figur sein Selbstwertgefühl nicht erschüttern können. Bis zuletzt hat er anspruchsvolle Rollen gespielt, Platten aufgenommen und Texte rezitiert. Am wohlsten fühlte er sich in seiner zweiten Heimat Rendsburg. Hier starb er am 27. April 2004 nach einem Krebsleiden.“

## Nachruf
„Der Schauspieler Heinz Ingo Hilgers ist am 27. April 2004 im Alter von 77 Jahren in Rendsburg verstorben. Hilgers war von 1961 bis 1970 – mit Unterbrechungen – als Winnetou-Darsteller der Bad Segeberger Karl-May-Spiele überaus erfolgreich. Zusammen mit seinem Bühnenpartner Harry Walther gab er auf der Freilichtbühne am Kalkberg ein Blutsbrüderpaar ab, das seinesgleichen suchte. Bis Ende der Siebzigerjahre tourte Hilgers im Winnetou-Kostüm durch den deutschsprachigen Raum. Im KARL MAY & Co.-Interview hatte sich Hilgers 1997 rückblickend zu seiner Paraderolle geäußert: ‚Ich habe die Rolle des Winnetou immer aufgefasst wie einen mittelalterlichen Kaiser. Kaiser haben Majestät. Ich habe mich darum bemüht, Majestät zu zeigen. Vielleicht war das auch ein kleines bisschen das Geheimnis meines Erfolges.‘“

## Quelle
- Eintrag im Karl-May-Wiki